# Gaspar de Baeza
Pour les articles homonymes, voir de Baeza.
Gaspar de Baeza (Baeza, 1540 - 1569) était un humaniste, avocat, traducteur et écrivain espagnol très connu pendant le Siècle d'or espagnol. 
Il étudia le droit à l'Université de Grenade et l'Université de Salamanque, où il était disciple de Juan Orozco.

## Œuvre
- In Caroli Quinti... constitutionem de non meliorandi filiabus dotis ratione... enarratio (Granada, 1566).
- De Decima Tutori Hispanico iure praestanda tractatus (Granada, 1567).
- Prima Pars tractatus de Inope debitore (Granada, 1592).
- Opera Omnia Gasparis Beatiae (Madrid, 1592).